# 雫パイン
雫 パイン（しずく パイン、1989年7月1日 - ）は、日本の元AV女優。エイトマン所属。

## 略歴
- 2009年9月、世界戦ボクシングタイトルマッチのラウンドガールを務める。
- 2009年12月、REbeccaよりイメージDVDをリリース。
- 2010年1月、h.m.pからAVデビュー、7月にマキシングで移籍セルデビュー。
- 2011年7月、Twitterで引退を発表。

## 作品

### イメージビデオ
- 初裸（2009年12月、グラッツコーポレーション）

### アダルトビデオ
2010年
- ミラクル☆美乳（1月21日、h.m.p）DVD＋Blu-ray Disc 2枚組
- 現役芸能人 ヤレる!!温泉リポート（2月21日、h.m.p）
- 羅性門（3月21日、h.m.p）
- やりすぎ家庭教師（4月21日、h.m.p）
- 美女とキモメン ぶっかけ乱交ザーメン暴力（5月21日、h.m.p）
- M男クンにやさしい痴女 キミのイクとこ見せてごらん（6月21日、h.m.p）
- エロGAL×PINE（7月16日、マキシング）
- しずくがたっぷり関西弁でイカせてあげる。（8月16日、マキシング）
- しずくは俺の嫁。（9月16日、マキシング）
- 喉の奥までくわえ込むイラマチオが似合うパイパン女教師（10月7日、ヒビノ）
- 馬乗り ディルドーオナニー 2（11月1日、ワンズファクトリー）
- 素人参加企画!憧れの雫パインちゃんに童貞卒業させてもらいませんか?（11月1日、ワンズファクトリー）
- 結婚三年目の妻の秘密（11月4日、タカラ映像）
- 恋夜【ren-ya】Premium 第三夜（11月18日、プレステージ）
- 関西弁 淫語痴女（11月19日、ドグマ）
- Tokyo Working Woman 02（12月2日、プレステージ）
- 求め合うパイパン義姉のツルマンと義弟のデカチン（12月7日、ヒビノ）
- 続・エロ一発妻 01（12月16日、プレステージ）
- 淫乱モロ出し関西テレビタレントのこってりフェラと濃厚全身舐め舐めセックスしずくは俺の嫁。（12月19日、乱丸）

2011年
- イカセッぱっ! 犠牲者（1月7日、グレイズ）
- キモ男に犯される女弁護士（1月25日、マルクス兄弟）
- 乳首コリコリ＆指ズッポオナニー（2月1日、ワンズファクトリー）
- おしぼり不要のごっくんピンサロ嬢（2月1日、MOODYZ）
- 奴隷ソープに堕ちた人妻 3（2月7日、アタッカーズ）
- 接客中に顔を紅潮させながら感じまくるバイト娘2～パン屋、そば屋、中古車販売店、パチンコ店～（2月19日、ナチュラルハイ）
- メッタ挿し バイブオナニー（2月1日、ワンズファクトリー）
- STRIKE 同窓会に行ったら女は私一人だけだった（3月3日、グローリークエスト）
- 奴隷オークション 2 CODE:No.226 堕とされたアイドル（3月7日、アタッカーズ)
- 素人OLブッた斬り（3月11日、S級素人）
- ネオパンストフェティッシュVer.21優しくキュートなパインちゃんは、患者のためにミニスカを穿くノーパンパンストエロナース（3月13日、AVS collector’s）
- the BEST（3月16日、マキシング）個人総集編
- 奴隷色の女教師 5（4月7日、アタッカーズ）
- 淫虐の契 飼育されたフィアンセ（5月7日、アタッカーズ）
- 奴隷色の女教師 6（6月7日、アタッカーズ）
- 奴隷色のステージ 15（7月7日、アタッカーズ）
- 素人若妻ナンパ中出し EVOLUTION 4時間 17（8月26日、ケイ・エム・プロデュース）
- 奴隷捜査官（9月7日、アタッカーズ）
- 中出しお義母さんが教えてあげる 息子の股間に欲情するオンナたち（9月25日、ビッグモーカル）
- MOODYZファン感謝祭 バコバコバスツアー2011 AVアイドルNo1決定戦SP（10月1日、MOODYZ）
- 筆おろし 童貞君! こんな素敵な素人妻に筆おろしされてみませんか? 巨乳人妻編（10月25日、ビッグモーカル）
- MOODYZファン感謝祭 うらバコバコバスツアー2011 補欠者救済プロジェクト（11月1日、MOODYZ）

## 出演

### テレビ番組
- オナゴコロ （2009年10月 - 2010年3月 金曜日25:30 - 26:30 サンテレビジョン）
- 夜は美女バナ （2010年4月 - 2010年9月 金曜日25:30 - 26:30 サンテレビジョン）